# Resolution (麻美ゆまの曲)
「Resolution」（レゾリューション）は、麻美ゆまの1枚目のシングル。

## 概要
- 発売元はマーメイドキッス。販売元はビクターエンタテインメント。
- 品番：GYZL-10006~7

## 収録曲

### CD
作詞：高島智明、作曲：LINKMORE Project.、編曲：高島智明
1. Resolution [4:25]
2. バルーン [5:03]
3. Resolution（カラオケ）
4. バルーン（カラオケ）

### DVD
1. Resolution
2. ゆま★特典映像
3. メイキング